# Felicja Głowacka
Felicja  Głowacka (ur. 31 marca 1896 w Warszawie, zm. w kwietniu 1953 tamże) – polska malarka i rysowniczka.
Panieńskie nazwisko Datyner. Z wykształcenia i wykonywanego zawodu była dentystką. Wyszła za mąż za malarza i rysownika Edwarda Głowackiego. Podczas okupacji niemieckiej została aresztowana i przebywała najpierw na Pawiaku, a następnie była więźniarką obozu koncentracyjnego.  
W zakresie sztuk plastycznych była samoukiem, tworzyła dopiero od 1948 i intensywnie, ale bardzo krótko, bo do 1951 r., gdy choroba uniemożliwiła jej dalszą aktywność na tym polu. W malarstwie posługiwała się techniką gwaszu oraz pastelu, w późnych pracach z dodatkiem różnych folii, natomiast w rysunku używała ołówka, tuszu i kredek, w tym sangwiny. Tematyką jej dzieł były reminiscencje przeżyć obozowych, sceny figuralne oparte na sztukach teatralnych i dziełach literackich, a pod koniec kompozycje abstrakcjonistyczne. 
Sztukę Głowackiej upubliczniono dopiero po jej śmierci, najpierw w postaci indywidualnej wystawy ponad 150 prac w warszawskiej Zachęcie w roku 1957, a później na zbiorczej wystawie w tejże Zachęcie pod tytułem "Inni. Od Nikifora do Głowackiej" (1965) i wystawie w Londynie "Drawings by Felicia Glowacka" w galerii Studio Ex Purgamento (2016). Twórczość artystki zaliczano, choć z pewnymi zastrzeżeniami, do nurtu sztuki naiwnej. Jej dorobek prezentowany na wystawie w 1957 zebrał szereg pozytywnych recenzji ówczesnych krytyków sztuki, również w późniejszym okresie był dobrze oceniany, choć współcześnie określa się twórczość malarki jako zapomnianą. 
Prace F. Głowackiej znajdują się w zbiorach Muzeum Narodowego w Warszawie.

## Galeria

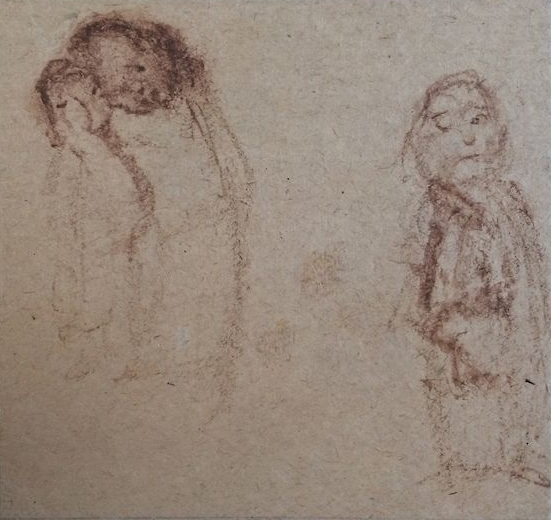
Rysunek
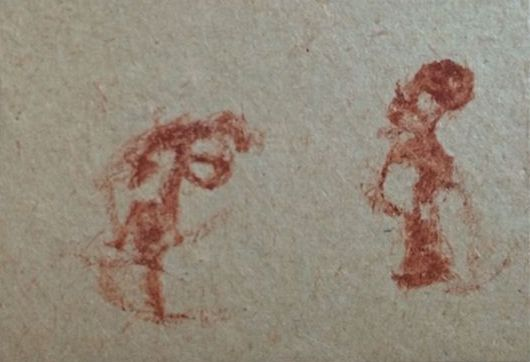
Rysunek
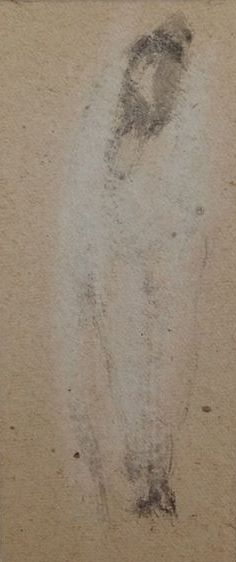
Rysunek
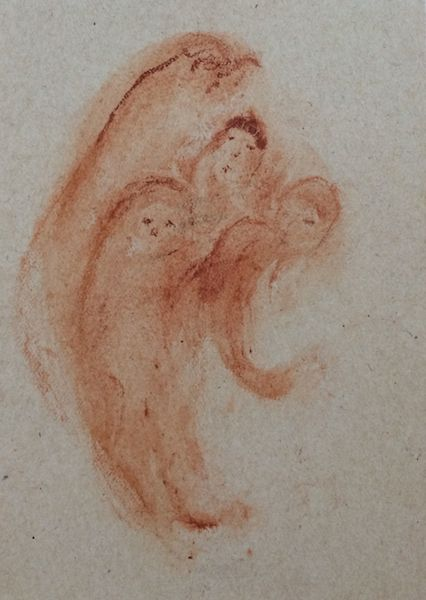
Rysunek
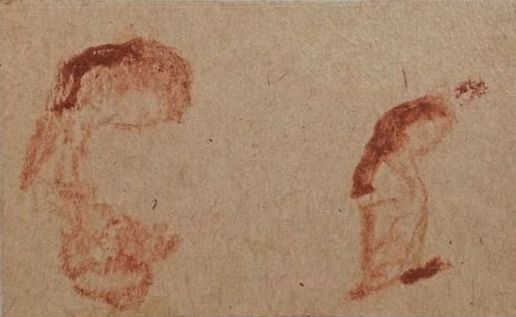
Rysunek
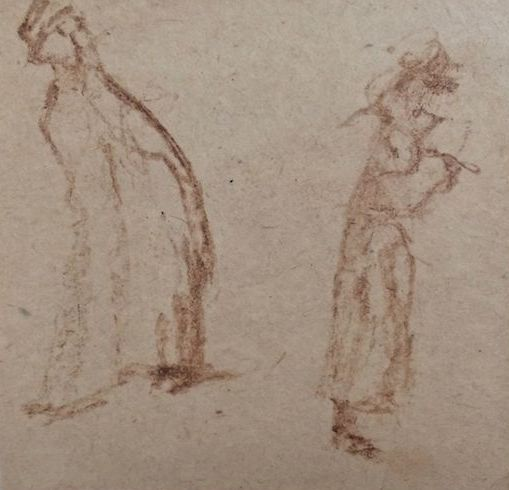
Rysunek